# Il Sedecia, re di Gerusalemme

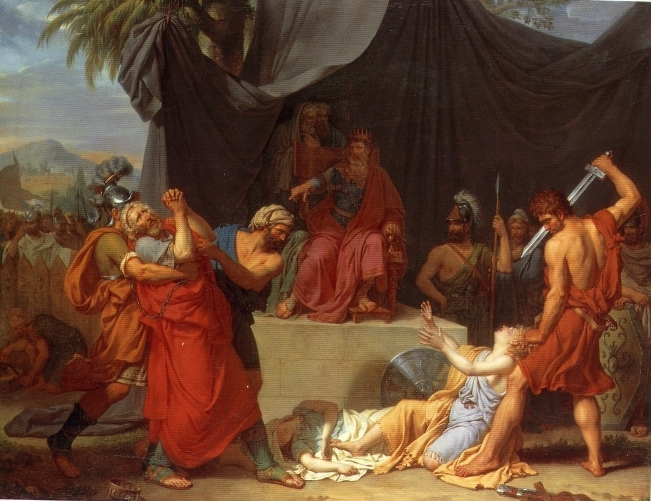
Nabuchodonosor fait tuer les enfants de Sédécias devant ses yeux. Toile de François-Xavier Fabre, 1787.

Il Sedecia, re di Gerusalemme est un oratorio d'Alessandro Scarlatti, écrit pour cinq solistes (SATB), chœur et orchestre, sur un livret de Filippo Ortensio Fabbri et créé à Rome (probablement à l'Oratorio dei Filippini) ou à Urbino en 1705 et repris la même année à Vienne et quelques années plus tard à Florence. 
Avec Il primo omicidio, il s'agit du plus important oratorio du musicien sur un sujet biblique. L'usage d'un sujet tiré de l'Ancien Testament, fait de lui un précurseur de ceux composés par Haendel à Londres.

## Effectifs
Oratorio pour solistes, chœur et orchestre
| Sedecia, roi de Jérusalem     | alto    |
| Anna, son épouse              | soprano |
| Ismaele, son fils             | soprano |
| Nabucco, roi de Babylone      | basse   |
| Nadabbe, confident de Sedecia | ténor   |

### Première partie
- Sinfonia
- Recitativo (Nadabbe) - "Gia il possente monarca"
- Aria (Nadabbe) - "Le corone ad un regnante"
- Recitativo (Sedecia) - "O qual strano timore"
- Aria (Sedecia) - "Sì, che il barbaro tiranno"
- Recitativo (Nadabbe, Sedecia, Ismaele) - "Tanto sperar d'eggio per te"
- Aria (Ismaele) - "Del mio cor nel più segreto"
- Recitativo (Anna) - "Valoroso consorte"
- Aria (Anna) - "Se il generoso cor"
- Recitativo (Sedecia, Anna) - "Nei cimenti l'uom saggio"
- Aria (Sedecia) - "L'empia sorte"
- Sinfonia
- Recitativo (Nabucco) - "Del signor d'Israele"
- Aria (Nabucco) - "Contro te di sdegno armato"
- Recitativo (Nadabbe, Ismaele) - "Sire, del fier nemico"
- Aria (Ismaele) - "Il nitrito dei fieri cavalli"
- Recitativo (Sedecia) - "Figlio, oh quanto m'aggrada"
- Aria (Nadabbe) - "Vado, e il nome altero e grande"
- Recitativo (Anna) - "Arrida, o chiaro Duce"
- Aria (Anna) - "Va, ma torna vincitore"
- Recitativo (Nabucco) - "Sù, sù, miei fidi, all'armi"
- Aria (Nabucco) - "In mezzo ai rai del dì"
- Recitativo (Anna, Ismaele) - "Mio diletto Ismaele"
- Duetto (Anna, Ismaele) - "Caro figlio / Madre cara"
- Recitativo (Anna, Ismaele) - "Ahimè, lassa che veggio?"
- Aria (Anna) - "Fermati, o barbaro"

### Seconde partie
- Aria (Anna) - "Denso stuol dei miei pensieri"
- Recitativo (Anna, Isamele) - "Ma qual nuovo fragore"
- Aria (Ismaele) - "Doppio affetto"
- Recitativo (Sedecia) - "Figlio, consorte"
- Aria (Sedecia) - "Copri, o sol, l'aurato manto"
- Recitativo (Anna) - "Tolga, benigno fato"
- Aria (Anna) - "Nelle tue cure estreme"
- Recitativo (Sedecia) - "Ah, troppo è i Ciel da nostre colpe offeso"
- Aria (Sedecia) - "Per punire il mio pubblico errore"
- Recitativo (Sedecia, Anna) - "Ma, Nadabbe, dov'è"
- Aria (Anna) - "Come la tua costanza"
- Recitativo (Nabucco) - "Ferma, ferma, infelice rè"
- Aria (Nabucco) - "Va, d'Eggito ai regi indegni"
- Recitativo (Nabucco) - "Anzi, perché non soffra"
- Aria (Anna) - "Fermati, o barbaro"
- Recitativo (Nabucco, Ismaele, Anna) - "O di tenera prole"
- Aria (Ismaele) - "Caldo sangue"
- Recitativo (Anna) - "Oh Dio, sento che morte"
- Duetto (Anna, Sedecia) - "Col tuo velo i lumi miei"
- Recitativo (Anna) - "O del morto mio figlio ombra insepolta"
- Recitativo (Nadabbe, Sedecia) - "O di forte fanciullo"
- Aria (Nadabbe) - "Come turbine rapace"
- Recitativo (Nabucco) - "Sedecia per pietà di tue sconfitte"
- Aria (Sedecia) - "Gite pur, che assai vedeste"
- Recitativo (Nabucco) - "Vieni, o infelice rè"
- Aria (Nadabbe) - "Io v'adoro, o mie ritorte"
- Recitativo (Sedecia) - "Ma lasso, io ben comprendo"
- Recitativo (Nabucco) - "Orsù fidi campioni"
- Coro (SSATB) - "Vieni, incontro alla vittoria"

## Enregistrements
- Sedecia, re di gerusalemme - Chœur et orchestra del Liceo « Morlacchi » de Perouse, Piero Bellugi (1962, Discoteca di Stato DDS)
- Sedecia, re di gerusalemme - Amor Lillia Perez, alto (Sedecia) ; Alessandra Capici, soprano (Anna) ; Rosita Frisani, soprano (Ismaele) ; Mario Cecchetti, ténor (Nadabbe) ; Marco Vinco, basse (Nabucco) ; Alessandro Stradella Consort, Estévan Velardi (20-21/23-25/28-29 octobre 1999, Bongiovanni GB 2278/9-2 / « Alessandro Scarlatti Collection, vol. 4 » Brilliant Classics BT 1297)
- Sedecia, re di gerusalemme - Gérard Lesne (Sedecia) ; Virginie Pochon (Anna) ; Philippe Jaroussky (Ismaele) ; Peter Harvey (Nabucco) ; Mark Padmore (Nadabbe) ; Il Seminario Musicale (2-6 novembre 1999, 2CD Virgin 5 45452 2 / Warner)[3],[4] (OCLC 940832565)

Arias
- Aria di Ismaele « Caldo Sangue », Recitativo ed aria d'Ismaele « Ahi qual cordoglio... Doppio affetto », dans Opera Proibita, Cecilia Bartoli, Les Musiciens du Louvre, dir. Marc Minkowski (2005, Decca 475 6924)[5] — avec d'autres arias de Haendel et Caldara des premières années du XVIIIe siècle.
- Aria di Ismaele « Caldo Sangue », « Rosso », dans Arias du baroque italien - Patricia Petibon ; Venice Baroque Orchestra, dir. Andrea Marcon (Deutsche Grammophon 477 8763 1)

## Sources
- Karl Böhmer (trad. Jean-Claude Poyet), « Sedecia, re di gerusalemme — Gérard Lesne », p. 7–9, Virgin 5 45452 2, 2001 (OCLC 940832565) .
- (nl) Ignace Bossuyt, De oratoria van Alessandro Scarlatti (1660-1725) : meesterwerken uit de Italiaanse barok, Louvain, Lipsius Leuven, 2017, 150 p. (ISBN 978-94-6166-183-8 et 94-6166-183-5, OCLC 1021283699, lire en ligne), p. 73.